# تضادگرایی
تضادگرایی (انگلیسی: Contrastivism) یا نظریه تقابل معنا (انگلیسی: contrast theory of meaning)، یک نظریه معرفت‌شناختی است که توسط جاناتان شافر ارائه شده است و نشان می‌دهد نسبت‌های دانش ساختاری سه‌تایی که به شکل «S می‌داند که p به جای q» است، برخلاف دیدگاه سنتی‌ای است که به موجب آن نسبت‌های دانش ساختاری دوتایی به شکل «S می‌داند که p» است. تضادگرایی به‌عنوان جایگزینی برای زمینه‌گرایی پیشنهاد شد. هر دو نظریه‌های معنایی هستند که سعی می‌کنند شک‌گرایی را با استفاده از روش‌های معنایی توضیح دهند.
تضادگرایی در مورد رابطه S ادعا می‌کند که S حداقل یک رابطه بیشتر از آنچه معمولاً تصور می‌شود دارد، و این‌که از نسبت اضافی از یک تضاد (معمولاً از گزاره‌ها) تشکیل شده است. برای مثال، تضادگرایان دربارهٔ معرفت (گزاره‌ای) معتقدند که دانش یک رابطه دوتایی بین یک شخص و یک گزاره نیست، بلکه یک رابطه سه تایی بین یک شخص، یک گزاره شناخته‌شده و مجموعه‌ای از گزاره‌های متضاد است. برای مثال من نمی‌دانم که این یک تکه پنیر است. می‌دانم که پنیر است و مارمالاد نیست، اما نمی‌دانم این پنیر است یا یک کپی بسیار خوب از پنیر توفو.
چند دهه پیش، تضادگرایی توسط فیلسوفان علم توسعه یافت و در مسائل تبیین و تأیید به کار رفت. حدود یک دهه پیش، دیدگاه‌های تضادگرایانه دربارهٔ دانش و سایر مفاهیم معرفتی ظهور کردند. تضادگرایی در مورد مفاهیم اخلاقی کمی جدیدتر است.
والتر سینوت-آرمسترانگ در مقاله‌ای با عنوان «مانیفست تضادگرایی» گونه‌ای از تضادگرایی را پیشنهاد کرد که به عقیده او با زمینه‌گرایی، تغییرناپذیری و تضادگرایی شافر تفاوت دارد.
ارنست گلنر در واژه‌ها و چیزها عنوان می‌کند «اصطلاحات معنای خود را از این واقعیت به دست می‌آورند که چیزهایی وجود دارند یا می‌توانند وجود داشته باشند که تحت آن‌ها قرار می‌گیرند و چیزهایی دیگری هستند که قرار نمی‌گیرند».